# Langlingen
Langlingen est une commune de l'arrondissement de Celle (Land de Basse-Saxe, Allemagne).

## Géographie
Langlingen se trouve au sud-est de Celle sur l'Aller. La commune appartient au Samtgemeinde Flotwedel dont le siège est à Wienhausen.
Langlingen regroupe cinq quartiers : Wiedenrode, Hohnebostel, Fernhavekost, Nienhof, Neuhaus.

## Histoire
La première mention écrite de la ville date de 1257.

### Blason
Sur un fond bleu, un gond dressé en argent, avec en bas à gauche une roue de chariot en argent, à droite une roue dentée en argent, au-dessus de chacune un épi en or.

## Monuments
Durant les travaux de rénovation à l'église Saint-Jean datant du Moyen Âge (entre 1994 et 1996), un plafond avec la peinture d'un ciel plein d'anges est découvert et exposé.

## Économie et infrastructure
Langlingen est proche des Bundesstraßen 188 et 214.

## Jumelage
Depuis mars 1998, un jumelage a lieu avec la commune de Czarne en Pologne.

## Personnalités liées à la commune
- Wilfried Hasselmann (1924-2003), homme politique allemand (CDU), ministre de Basse-Saxe, mort dans le quartier de Nienhof.
- Rainer Robra (1951-), homme politique allemand (CDU), chef de la chancellerie régionale et ministre des Affaires fédérales et européennes de Saxe-Anhalt, né dans le quartier de Nienhof.